# Neneh Cherry
Neneh Marianne Karlsson Cherry (Stoccolma, 10 marzo 1964) è una cantante e rapper svedese.

## Biografia
Figlia di un percussionista della Sierra Leone (Ahmadu Jah) e di una pittrice svedese (Monica Karlsson, nota come Moki Cherry), utilizza il cognome del padre adottivo, il celebre trombettista jazz Don Cherry. 
Altri membri della famiglia noti nel mondo della musica sono il fratello cantante Eagle-Eye Cherry e sua figlia Mabel.
Dopo i primi anni passati nella cittadina inglese di Pudsey, seguì la madre e il padre adottivo nei suoi concerti in Nord America e in Europa. Nel 1983 ha sposato il batterista del gruppo The Bank Bruce Smith e nello stesso anno dalla loro unione è nata la figlia Naima. I due hanno divorziato nel 1984. Ha iniziato la sua carriera musicale collaborando con diversi gruppi punk e new wave, tra cui i Rip Rig & Panic, per poi lavorare come solista, debuttando con la canzone di protesta contro la guerra delle Falkland Stop the War.
Più tardi ha collaborato con The The nell'album dell'artista inglese intitolato Infected, dove interpreta la seconda voce nel brano Slow train to dawn ' e soprattutto con il suo compagno, Cameron McVey (sposato nel 1990), che ha scritto gran parte delle canzoni di Raw Like Sushi, debutto solista della Cherry. Nell'album era inclusa la canzone del 1988 Buffalo Stance che durante quell'anno si rivelò un successo planetario e che rimase un classico della musica R&B. Sull'onda di quel successo Neneh fu nominata per il Grammy Award del 1990 come miglior debuttante; il premio fu assegnato ai Milli Vanilli ai quali fu in seguito revocato quando si scoprì che i frontmen Fab Morvan e Rob Pilatus non erano che delle semplici controfigure. Il successo è proseguito con il remake della canzone di Cole Porter I've got U Under My Skin, contenuta nell'album benefico di raccolta fondi per la lotta all'AIDS Red Hot + Blue.
Nel 1994 ha ottenuto grande popolarità con Youssou N'Dour con la canzone 7 Seconds. Nel 2005 ha partecipato al progetto Demon Days dei Gorillaz. Nel 2006 ha formato una nuova band chiamata CirKus con Burt Ford (soprannome del marito Cameron McVey), Lolita Moon (ovvero la loro figlia Tyson) e Karmil (al secolo Matt Kent, il fidanzato di Tyson).
Nel 2014, dopo un lungo periodo dedicato a progetti paralleli, pubblica un album da solista di musica elettronica intitolato Blank Project. Il disco è stato prodotto da Four Tet. Il 19 ottobre 2018 esce il nuovo album di Neneh Cherry intitolato Broken Politics registrato in una settimana presso il Creative Music Studio di New York, uno spazio artistico fondato dal pianista jazz Karl Berger.

## Discografia
- 1989 – Raw Like Sushi
- 1992 – Homebrew
- 1996 – Man
- 2006 – Laylow (con CirKus)
- 2008 – Medicine (con CirKus)
- 2012 – The Cherry Thing (con The Thing)
- 2014 – Blank Project
- 2018 – Broken Politics
- 2022 – The Versions